# Pataecidae
I Pataecidae sono una famiglia di pesci ossei marini appartenenti all'ordine Scorpaeniformes.

## Distribuzione e habitat
La famiglia è endemica dei mari dell'Australia meridionale e occidentale. Sono pesci piuttosto costieri che raramente si trovano a profondità maggiori a 80 metri. Bentonici.

## Descrizione
L'aspetto di questi pesci è particolare soprattutto per il profilo della fronte verticale e per la lunghissima pinna dorsale i cui primi raggi sono inseriti molto anteriormente, spesso più avanti degli occhi e gli ultimi sono quasi posti sul peduncolo caudale. Non ci sono pinne ventrali. Sono privi di scaglie ma alcuni hanno tubercoli ossei cutanei.
La lunghezza massima, raggiunta da Pataecus fronto, è di 27 cm.

## Specie
- Genere Aetapcus
  - Aetapcus maculatus
- Genere Neopataecus
  - Neopataecus waterhousii
- Genere Pataecus
  - Pataecus fronto[2]